# Тучинов, Тимур Гонгорович
Тимур Гонгорович Тучинов (род. 26 октября 1987, пос. Агинское, Агинский Бурятский автономный округ, СССР) — российский стрелок из лука — паралимпиец, двукратный Паралимпийский чемпион 2012: в личном и командном зачётах по стрельбе из лука. Многократный чемпион России, Европы и мира. Заслуженный мастер спорта России по стрельбе из лука (2012).
Зажёг главную чашу на площади города Чита во время Эстафеты Олимпийского огня «Сочи 2014».

## Биография
Тимуру 32 года, он родился в Агинском Бурятском Автономном Округе

## Награды
- Орден Дружбы (10 сентября 2012 года) — за большой вклад в развитие физической культуры и спорта, высокие спортивные достижения на XIV Паралимпийских летних играх 2012 года в городе Лондоне (Великобритания)[2];
- Заслуженный мастер спорта России (2012);
- «Почётный гражданин Забайкальского края»[3];
- «Почётный гражданин ГО „Посёлок Агинское“»;
- Памятная медаль «200 лет Агинскому дацану» (2012) — за усердие в укреплении буддизма[4].